# 엄마 까투리
《엄마 까투리》는 권정생이 쓰고 김세현이 그린 대한민국의 동화다. 권정생의 유작으로, 2005년에 완성하고 2008년에 낮은산에서 출간되었다. 어미 꿩 까투리의 헌신적인 모성애를 그린 작품이다.

## 애니메이션
2011년 6월 2일에 극장용 애니메이션으로 나왔으며, EBS를 통해 2016년 8월 29일부터 11월 22일까지 시즌 1, 2018년 11월 28일부터 2019년 4월 22일까지 시즌 2, 같은 해 11월 25일부터 2020년 2월 25일까지 시즌 3, 2021년 11월 29일부터 2022년 2월 22일까지 시즌 4, 2023년 3월 1일부터 5월 4일까지 시즌 5를 방영했으며, 2025년 2월 26일부터 5월 14일까지 시즌 6를 방영했다.
2022년 9월 8일에 《극장판 엄마 까투리: 도시로 간 까투리 가족》를 개봉했다.

### 목소리 출연 및 등장인물
- 김서영: 엄마, 아프리카코끼리
- 이윤희: 마지
- 김은아: 두리
- 전해리: 세찌, 기린, 아르마딜로, 미어캣, 무스
- 김현지(1 ~ 2기)→이지현(3~4기): 꽁지, 다람쥐, 오색딱따구리
- 여민정: 미꾸라지, 아기 오리1, 밤벌레, 타조, 엄마 앵무새
- 이영아: 달팽이, 콩벌레, 불가사리, 아기 고릴라, 애벌레, 주머니쥐, 아기 산양, 오리 아주머니
- 이은정: 토끼, 소녀 엄마, 비둘기 아줌마
- 이민규: 장수풍뎅이 형아 1, 반달곰, 소녀 아빠, 폭탄먼지벌레, 소년 아빠
- 엄상현: 남생이, 너구리, 염소, 가재 선장, 상어, 비버, 아르마딜로, 부엉이 아저씨, 먹구렁이, 악어새, 산양 구조대, 원양 할아버지, 고래, 제비, 기상캐스터 아저씨, 불독 경찰관
- 홍소영: 아기 멧돼지, 꿀벌1, 엄마 고슴도치, 엄마 고릴라, 종달새2, 돼지 아줌마, 엄마 미어캣, 홍학, 햄스터, 원양 할머니
- 홍범기: 큰 꺼병이, 거품벌레, 형 소라게, 쇠똥구리1, 치타 아저씨 , 문어, 사자, 청설모, 할아버지, 양돌, 뺑덕이, 오소리, 애벌레
- 민승우: 양치기 개 아저씨, 북극곰 아저씨
- 문유정: 양 1
- 김보민: 양 2, 불가사리, 고니
- 이선호: 양 3
- 김도영: 양 4
- 윤아영: 황소 아주머니
- 사문영: 송아지
- 문남숙: 무당벌레, 고양이, 아기 악어, 앵무새
- 정혜원: 살쾡이, 로미, 소년, 양5, 앵무새
- 양정화: 짱뚱어, 별이, 외할머니
- 조현정: 조랑말
- 장경희: 소녀
- 전태열: 장수풍뎅이 형아 2, 족제비, 방울벌레, 카멜레온, 산양 구조대, 티라노사우루스 렉스, 원숭이, 아빠 앨버트로스, 악어
- 장은숙: 엄마 물떼새, 꿀벌2, 종달새, 아기 오리2, 딸 생쥐, 아기 코알라, 홍학, 바우어새 할머니, 거북이 아줌마, 금붕어
- 고성일: 하늘다람쥐, 벼룩
- 김율: 승냥이, 아기 오리너구리, 아기 오리3, 호랑이, 아기 곰, 아기 해달
- 정영웅: 쇠똥구리2
- 이호산: 대벌레
- 은영선: 엄마 악어
- 유보라: 아기 거미, 꼬마 캥거루, 오리너구리 아줌마, 닭 아줌마
- 이주희: 소라게
- 김수영: 아기 고슴도치, 아기 악어
- 김채하: 황금박쥐
- 신용우: 벌새 아저씨, 아빠 미어캣, 코알라 아저씨, 하운드 경찰관
- 정미라: 거위벌레, 병아리, 스컹크
- 남도형: 펭귄
- 박리나: 고니, 꼬마 물떼새, 앨버트로스, 홍학, 꼬북
- 이장원: 지렁이
- 권지애: 신부, 캥거루 아줌마, 엄마 곰, 코알라 아줌마, 엄마 생쥐, 밤바구미, 아기 거북이 1, 코뿔소
- 강은애: 치와와 누나
- 이상준: 신랑, 주머니쥐들, 굼벵이
- 김아롱: 달팽이, 참새, 주머니쥐들, 도치
- 조경이: 얼룩말
- 천지선: 하마
- 이새벽: 날치
- 유영: 목도리도마뱀
- 정재헌: 낙타
- 김상백: 아르마딜로
- 류승곤: 당나귀
- 하성용: 나무늘보
- 한만중: 갈매기
- 김명준: 나비
- 이현: 길고양이 1
- 이명호: 길고양이 2, 몽실
- 한신정: 막둥이, 선돌, 초리
- 김현심: 백이, 하미, 부네, 중돌
- 김예령: 지아, 토끼, 토리
- 정유정: 양 선생님, 고순

### 제작진

#### 4기
- 책임 프로듀서: 안소진
- 프로듀서: 곽내영
- 원작: 권정생, 김세현(엄마 까투리)
- 애니메이션 제작
- 총감독: 정길훈
- 연출: 김이걸, 장지현, 유예경, 박재옥
- 프로덕션 총괄: 엄재웅
- 제작 프로듀서: 김도욱, 마진희, 김동원, 강연재
- 기획 개발: 홍정진
- 스토리&시나리오 매니저: 성원영
- 스토리&시나리오: 이학수, 이한나, 김성호, 한승민, 선영규, 도경민, 김혜연, 박은설, 박호영, 김인애, 장혜린, 이연지
- 아트 디렉터: 최은솔
- 에피소드 디자인: 진하은, 임수정, 홍원화
- 스토리보드 슈퍼바이저: 김종율
- 스토리보드&애니메틱: 박현수, 이희철, 한예림, 한소연, 김윤서, 조연성, 이지연, 안상욱, 이영기, 류은전, 박생기
- 모델링 슈퍼바이저: 박서현
- 모델링&맵핑: 허재범
- 매트 페인팅: 유정원
- 리깅: 김희성, 김태성, 김정연, 박성민
- 애니메이션 슈퍼바이저: 김수용
- 애니메이션: 박영삼, 박영석, 유수빈, 임수진, 서효현, 정시은, 최지혜, 정주리, 조아라, 양세현, 홍지혜, 이지선, 안소현, 이명은, 노금주
- 테크니컬 디렉터: 정우승
- 라이팅 슈퍼바이저: 박석이
- 이펙트 슈퍼바이저: 박재현
- 이펙트: 남태희, 신동엽
- 합성 슈퍼바이저: 강범석
- R&D: 이영래
- 편집: 이권상
- 기술지원: 유종엽, 김혁진
- 애니메이션 외주 제작: Antic, N_GEO, 302Planet, PierceVisualWorks, Aola, VisonTree, StarDragon, MoveFun, cheesecake
- 사업총괄: 이용호
- 사업전략/투자유치: 임근선, 장문석
- 국내 사업총괄: 김은지
- 국내 사업&마케팅: 임서현, 오슬기, 장진아
- 완구 사업총괄: 김홍필
- 완구 영업: 이동성, 최병만, 권영민
- 상품기획관리: 유현정, 이승민
- 완구 디자인: 정홍진, 조훈상
- 온라인 마케팅: 김정이, 전상휘
- 뉴미디어 총괄: 신성준
- 뉴미디어 제작&배급: 김성호, 송지아, 임현주, 지수정
- 프로덕션 회계: 황수기, 이규안, 고세라, 심지혜, 조난형, 나혜진
- 인사 관리: 도경우, 정진호
- 음악: 동민호
- 음향 효과: 김지희
- 녹음 / 믹싱: 김학주
- 음향 감독 / 기술 감독: 정민희
- 연출: 전경진
- 폰트: 투게더 그룹, 안동시
- 제작지원: 안동시, 권정생 어린이 문화재단, 경상북도콘텐츠진흥원, 방송통신위원회, 방송통신발전기금
- 기획: EBS
- 제작: EBS / (주)퍼니플럭스 / 경상북도콘텐츠진흥원